# مت لاور
متیو مت تاد لاور (به انگلیسی: Matthew "Matt" Todd Lauer) متولد ۳۰ دسامبر ۱۹۵۷ که بیشتر با نام «مت لاور» شناخته می‌شود وی از مشهورترین روزنامه‌نگارهای تلویزیون آمریکا به‌شمار می‌رود و به عنوان بهترین میزبان از شبکه ان بی سی و برنامه، امروز (برنامه کانال ان‌بی‌سی) از سال ۱۹۹۷ شناخته شده‌است.
او دانش آنوخته دانشگاه اوهایو است.

## مجله فوربس
مت لاور در سال ۲۰۰۷ از سوی مجله فوربس رتبه ۱۷ بیشترین درآمد برنامه‌های تلویزیونی آمریکا را از ۱ تا ۲۰ بدست آورد.